# Kollagen-Typ 9α1
Kollagen Typ IX, alpha 1 ist ein fibrillenassoziiertes Kollagen, das vom Gen COL9A1 codiert wird. Es bildet mit dem verwandten Kollagen Typ IX, alpha 2 und Kollagen Typ IX, alpha 3 Heterotrimere, die wiederum Kollagenfibrillen vom Typ IX formen.

## Eigenschaften
Kollagen Typ IX, alpha 1 ist Bestandteil des hyalinen Knorpels und des Glaskörpers. Kollagen Typ IX befindet sich auf der Oberfläche von Kollagenfibrillen und ist von entscheidender Bedeutung für die Knorpelintegrität und -stabilität. Die N-terminale NC4-Domäne von COL9A1 dient zur Interaktion mit verschiedenen Makromolekülen wie Proteoglykane und Thrombospondin-5.